# Klatsch
Klatsch är en fiktiv kontinent skapad av Terry Pratchett.

## Information
Klatsch är den näst mest kända kontinenten på Skivvärlden. Där ligger Efebe, Djelibeybi och Tsort. Där finns både öknar och djungler. En stor del av handlingen i Pyramidfeber utspelar sig på den kontinenten. 

## Länder, städer och andra platser

### Länder
- Efebe
- Tsort
- Howondaland
- Djelibeybi
- Omnia

### Städer
- Djelibeybi